# Castello di Monsummano Alto

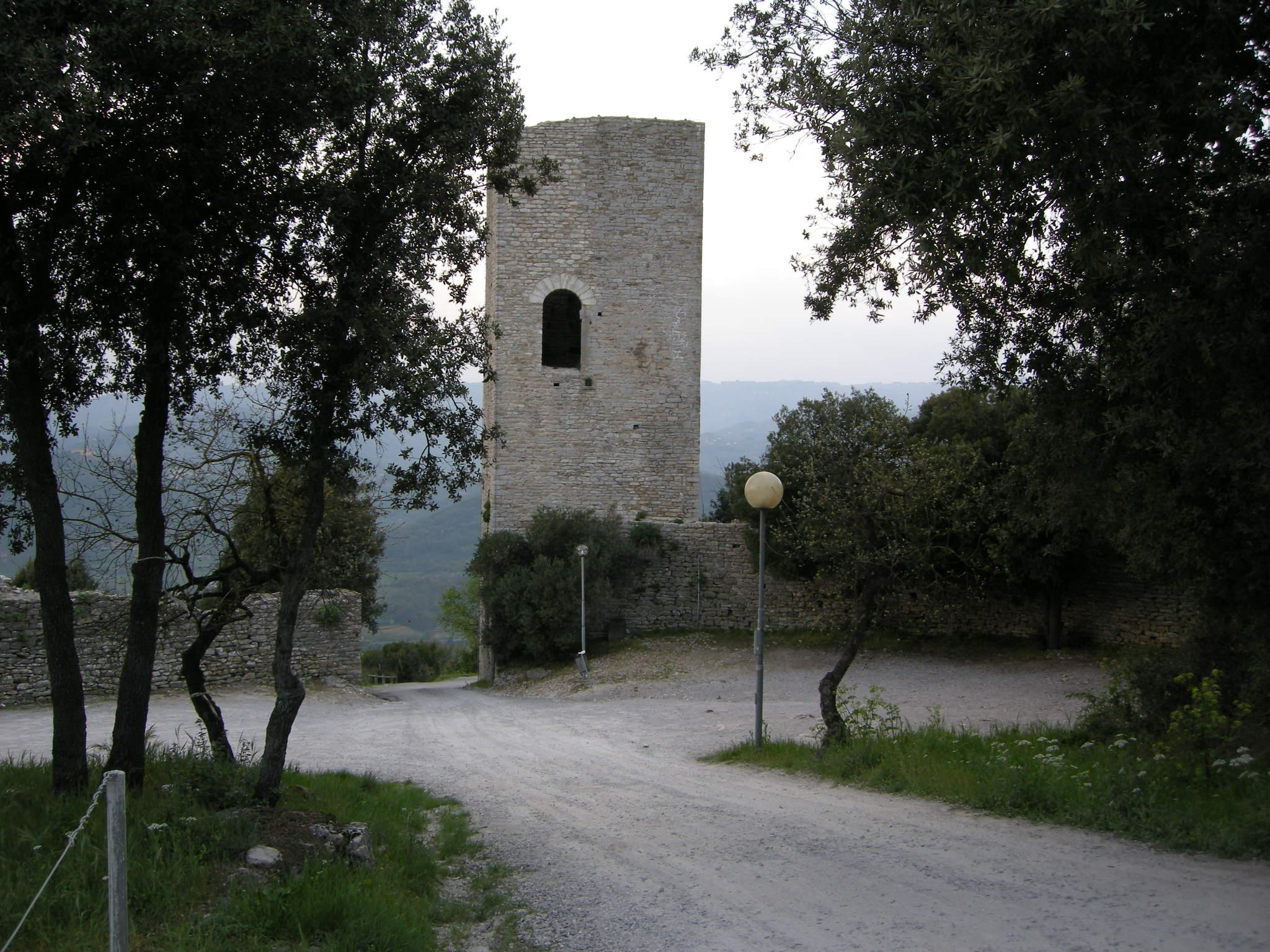
Castello di Monsummano Alto

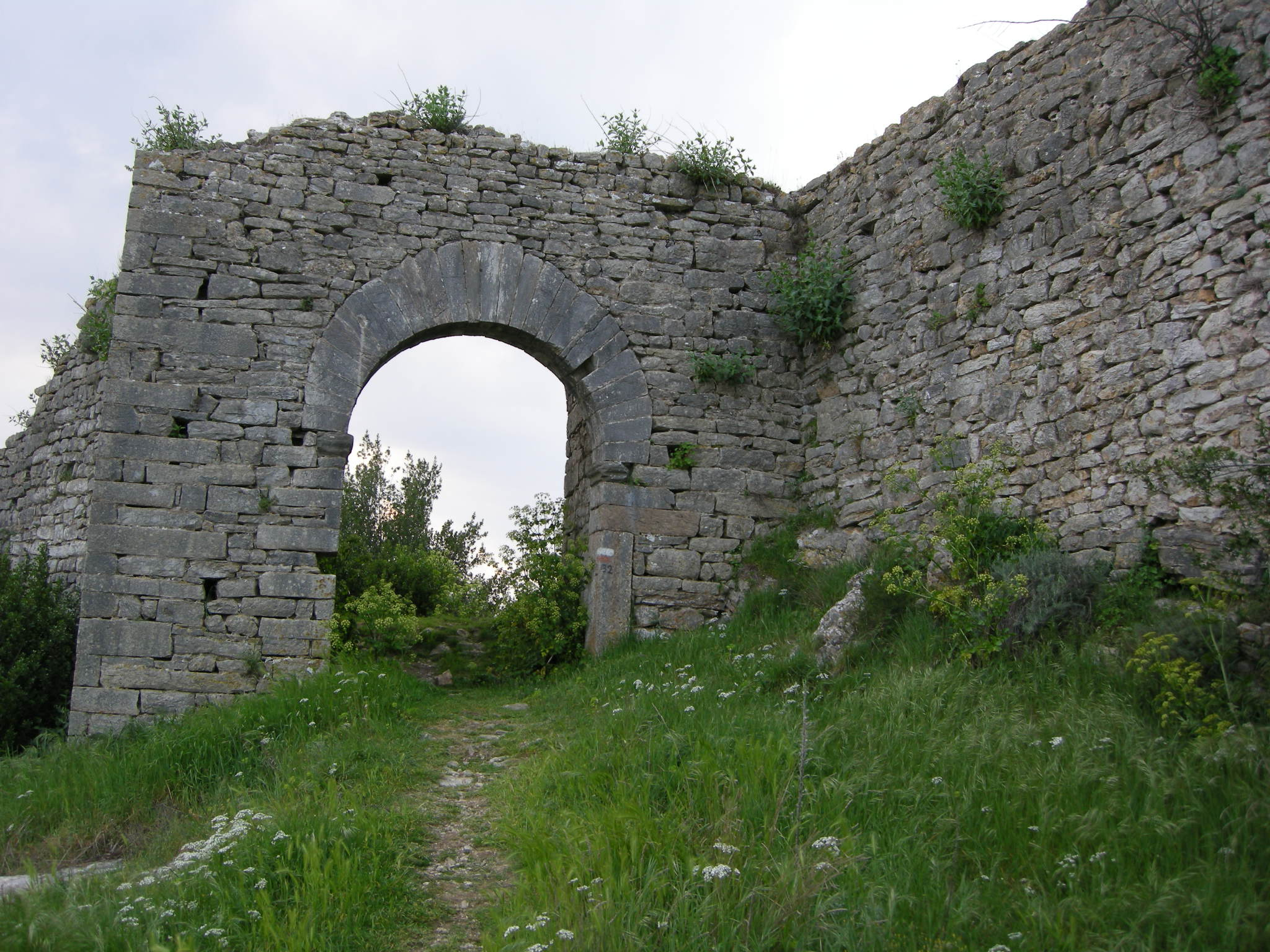
Porta del Mercato

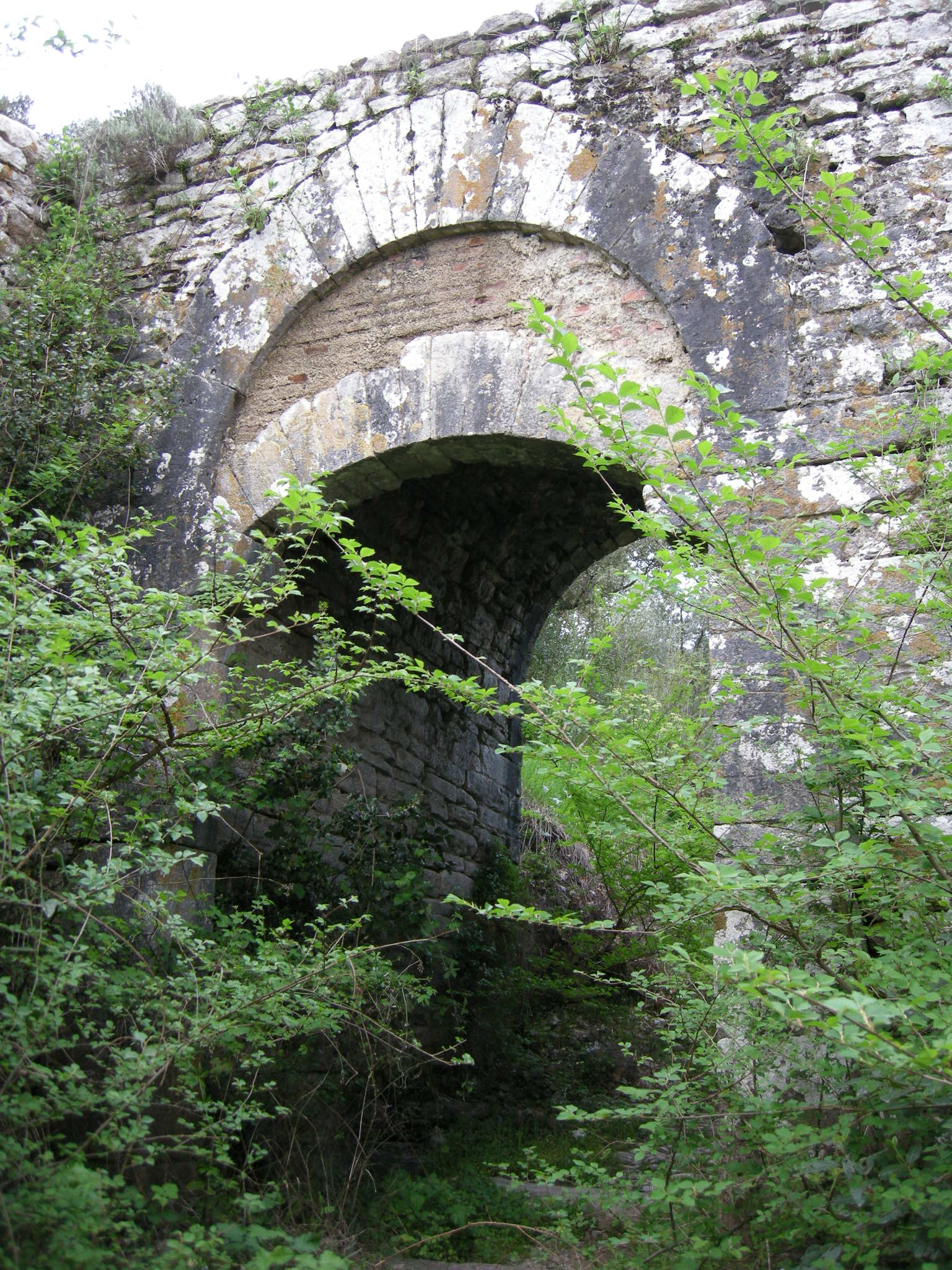
Porta di Nostra Donna

Il castello di Monsummano Alto è il nucleo più antico di Monsummano, oggi centrato su Monsummano Terme. Le fortificazioni, in cima ad un'altura panoramica a 340 metri d'altezza, dominano un ampio territorio e sono visibili, grazie anche ad un'illuminazione notturna, da tutta la Valdinievole, e il panorama che offre arriva fino al Padule di Fucecchio. Il castello coincide col borgo di Monsummano Alto.

## Storia
La forma ellittica del castello e la sua collocazione fanno pensare ad un'origine longobarda, ma forse potrebbe essere esistito un piccolo insediamento in età antica e altomedievale, a monte della strada tra Fucecchio e il ponte sulla Nievole. Il fondovalle, dove oggi si trova la gran parte degli insediamenti abitativi, era per tutto il medioevo praticamente disabitato, a causa dell'impaludamento.
Una prima menzione documentaria, seppure non certa, risale al 1105, quando l'abate Boso dell'Abbazia di Sant'Antimo in Val d'Orcia vendette la metà di un castello nella zona dell'antica chiesa di San Vito sulla Nievole al conte Ildebrando di Rodolfo degli Alberti; in seguito passò probabilmente a famiglie nobili di Maona, Montecatini e Capraia. Nel 1128 i possedimenti della zona appartennero al vescovo di Lucca e all'inizio del XIII secolo, con l'indebolirsi della famiglia Alberti, l'abate Ugone di Sant'Antimo riprese la piena disponibilità del castello, che vendette con tutte le pertinenze al comune di Lucca nel 1218, sebbene Monsummano si fosse già costituito come libero comune rurale. Il comune entrò allora sotto l'autorità dei magistrati lucchesi.
Con la guerra contro Firenze, al tempo di Uguccione della Faggiola, il castello venne occupato dell'esercito fiorentino nel 1314, assieme agli altri della Valdinievole, ma il 29 agosto 1315 venne riconquistato da Castruccio Castracani, che inflisse una dura sconfitta ai fiorentini nella battaglia di Montecatini. Nonostante Monsummano fosse entrata, dopo la morte di Castruccio, nella Lega della Valdinievole contro Firenze, nel 1331 la repubblica fiorentina riconquistava la fortificazione, che, a parte una tentata ribellione nel 1368, rimase sotto il dominio fiorentino fino all'Unità d'Italia.

## Architettura
Della fortificazione oggi restano ampi tratti della cinta muraria, lunga originariamente due chilometri, e oggi in parte nascosta dalle vegetazione.
Due sono le porte di accesso originali: una a nord-ovest detta "di Nostra Donna" e una a nord-est detta "del Mercato". Esiste una sola torre superstite a pianta pentagonale con un unico accesso sopraelevato, a circa sette metri da terra. Restaurata da poco, è una delle più belle e imponenti della zona.
Nella cinta resta anche la chiesa romanico-gotica di San Nicolao, con vari rifacimenti successivi, una cappella annessa (oggi ospita un ristorante), qualche abitazione, un piccolo cimitero con cappella e vari ruderi di edifici.
Gli edifici residenziali e la casa del podestà originari dovevano probabilmente addensarsi nella parte centrale del castello, dove oggi si trova la chiesa, mentre la fascia attorno alle mura era probabilmente usata per le colture a orto.

## Altre immagini

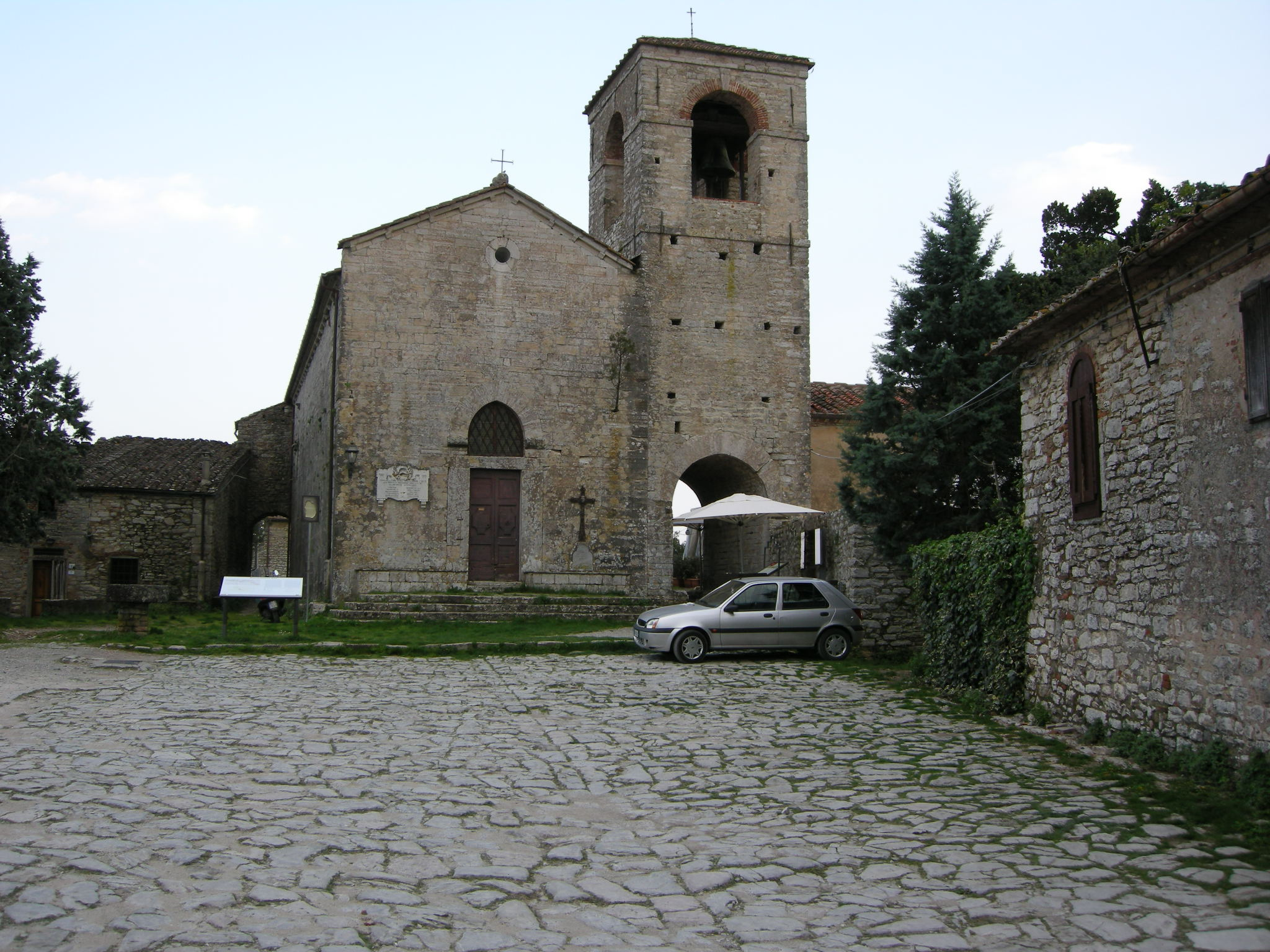
San Nicolao
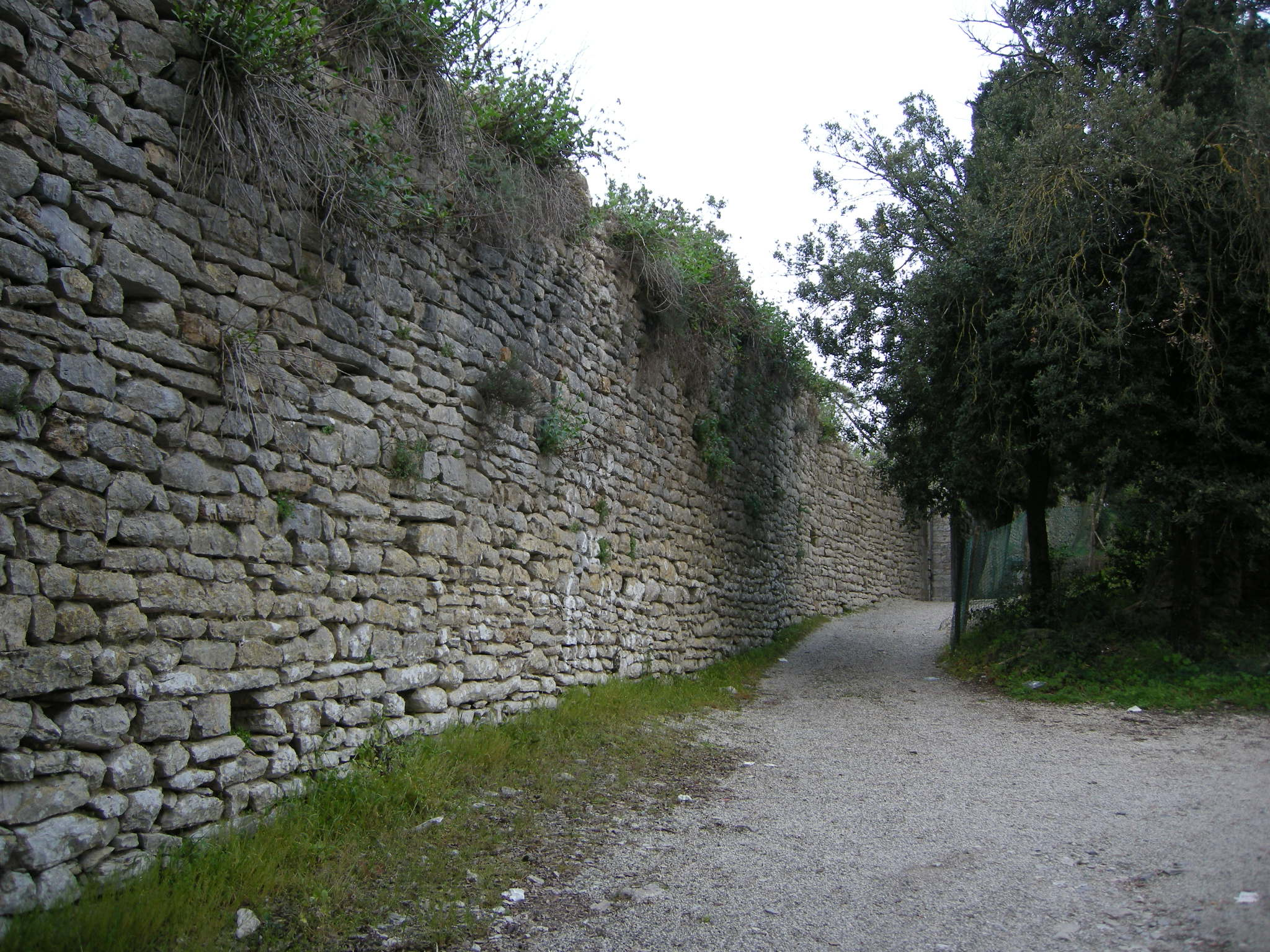
Resti delle mura perimetrali
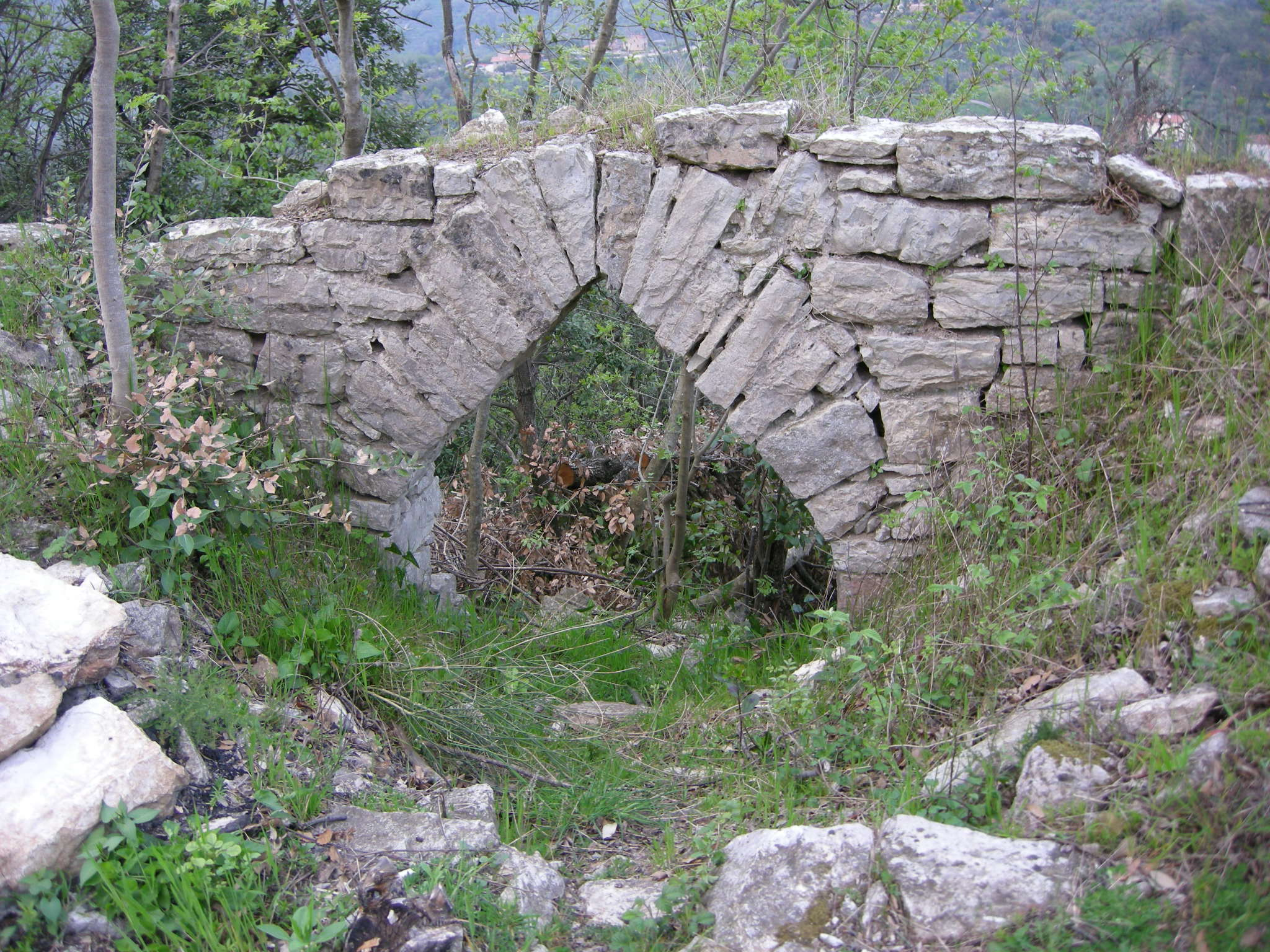
Archetto
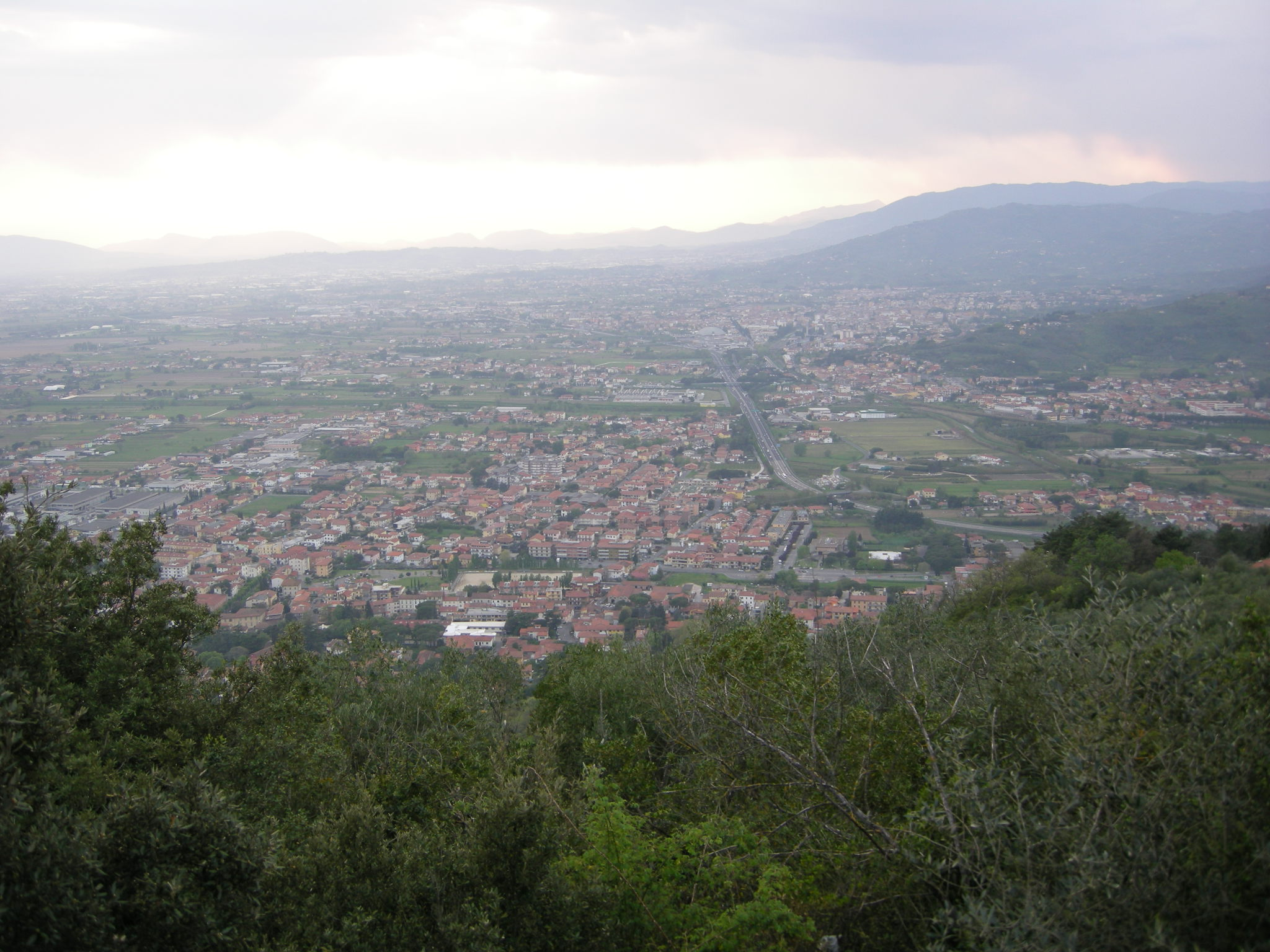
Vista sulla Valdinievole